# Ak-Maral Tokmok
El Ak-Maral Tokmok fue un equipo de fútbol de Kirguistán que alguna vez jugó en la Liga de fútbol de Kirguistán, la liga de fútbol más importante del país.

## Historia
Fue fundado en el año 1992 en la ciudad de Tokmak con el nombre Spartak Tokmok y fue uno de los equipos fundadores de la Liga de fútbol de Kirguistán en ese mismo año luego de la independencia del país de la Unión Soviética. Nunca llegó a ganar el título de liga. Su mayor logro fue ganar el título de copa en la temporada 1994 tras vencer en la final al Alay Osh 2-1 en tiempo extra.
Tuvieron la oportunidad de competir a nivel internacional en la desaparecida Recopa de la AFC de 1994/95, pero abandonaron el torneo cuando iban a enfrentar al FC Vostok de Kazajistán, desapareciendo en 1995 tras terminar la temporada en 5º lugar.

## Palmarés
- Copa de Kirguistán: 1

1994

## Participación en competiciones de la AFC
- Recopa de la AFC: 1 aparición

1994/95 - abandonó el torneo en la Primera ronda